# 前橋天神山古墳
前橋天神山古墳（まえばしてんじんやまやまこふん）は、群馬県前橋市広瀬町にある古墳。形状は前方後円墳。群馬県指定史跡に指定され、出土品は国の重要文化財に指定されている。

## 概要
- 墳丘全長129メートル[2]
- 後円部径75メートル、高さ9メートル
- 前方部幅68メートル、高さ7メートル

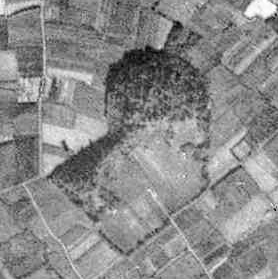
1946年当時の天神山古墳。

前橋台地上に築かれた古墳で、墳丘は三段築成で周堀をもつ。墳丘中段・下段の平坦面には葺石が施され、段斜面には直斜状に石が葺かれていた。墳頂部には赤く塗装した底部穿孔壺が円筒埴輪のように配列してあった。
1968年（昭和43年）に発掘調査が行われ、後円部中央の粘土槨（内法7.8m、幅1.4m）から15種165点の副葬品が発見された。
なお、それ以前にも発掘が行われているようだが、詳細は不明。
1970年（昭和45年）に群馬県指定史跡に指定された。現在は粘土槨のみが保存されている。
なお、土地開発により墳丘の大部分が削られ、現在残っている部分は僅かである。

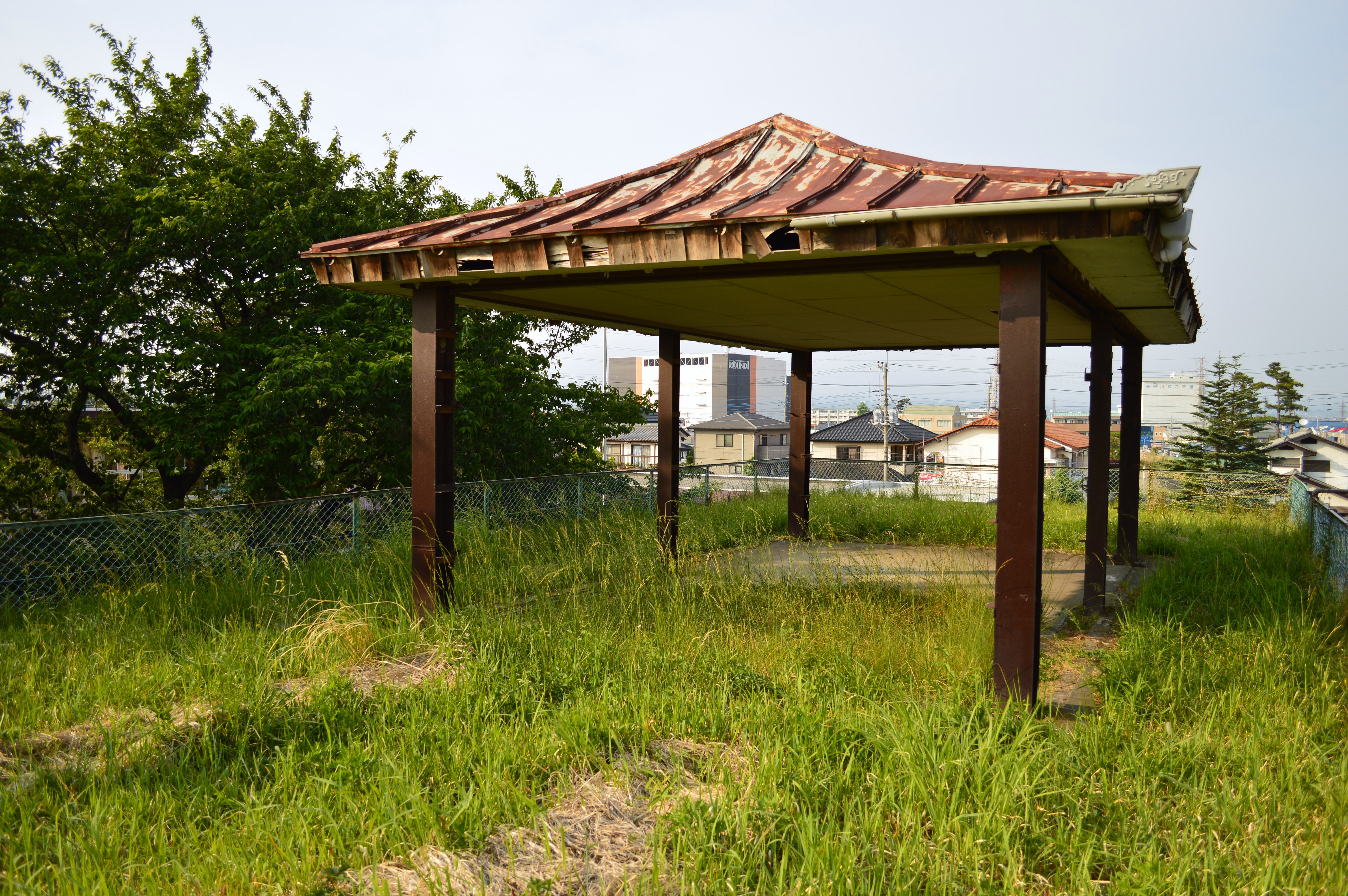
墳頂の粘土槨部

## 調査の経過
1968年（昭和43年）の夏、削平間近となった前橋天神山古墳が発掘された。この時点ではすでに前方部は削られており、後円部も調査後に削平予定だった。しかし、この時の調査では、埋葬施設は確認できなかった。
そして、決定的な発見に至らないまま削られていったが、調査に参加していた高校生が発掘後も古墳に通い続け、ある日削られた断面から粘土の塊を発見し、工事は中止となった。翌年の冬、新たに見つかった埋葬施設の調査が行われた。調査後、古墳の重要性が認められ、残存部が保存された。

## 出土品
- 銅鏡 5
  - 三角縁四神四獣鏡 1
  - 三角縁五神四獣鏡 1
  - 三段式神仙鏡 1
  - 二禽二獣鏡 1
  - 変形獣形鏡 1
- 銅鏃 30
- 鉄鏃 74
- 素環頭大刀 1
- 鉄刀 6
- 鉄剣 12
- 刀子 1
- 鉇 23
- 鑿 3
- 鉄斧 3
- 釣針状金具 6
- 針 6
- 靫 2
- 碧玉製紡錘車 4
- 壺形土器 1（赤色顔料入り）

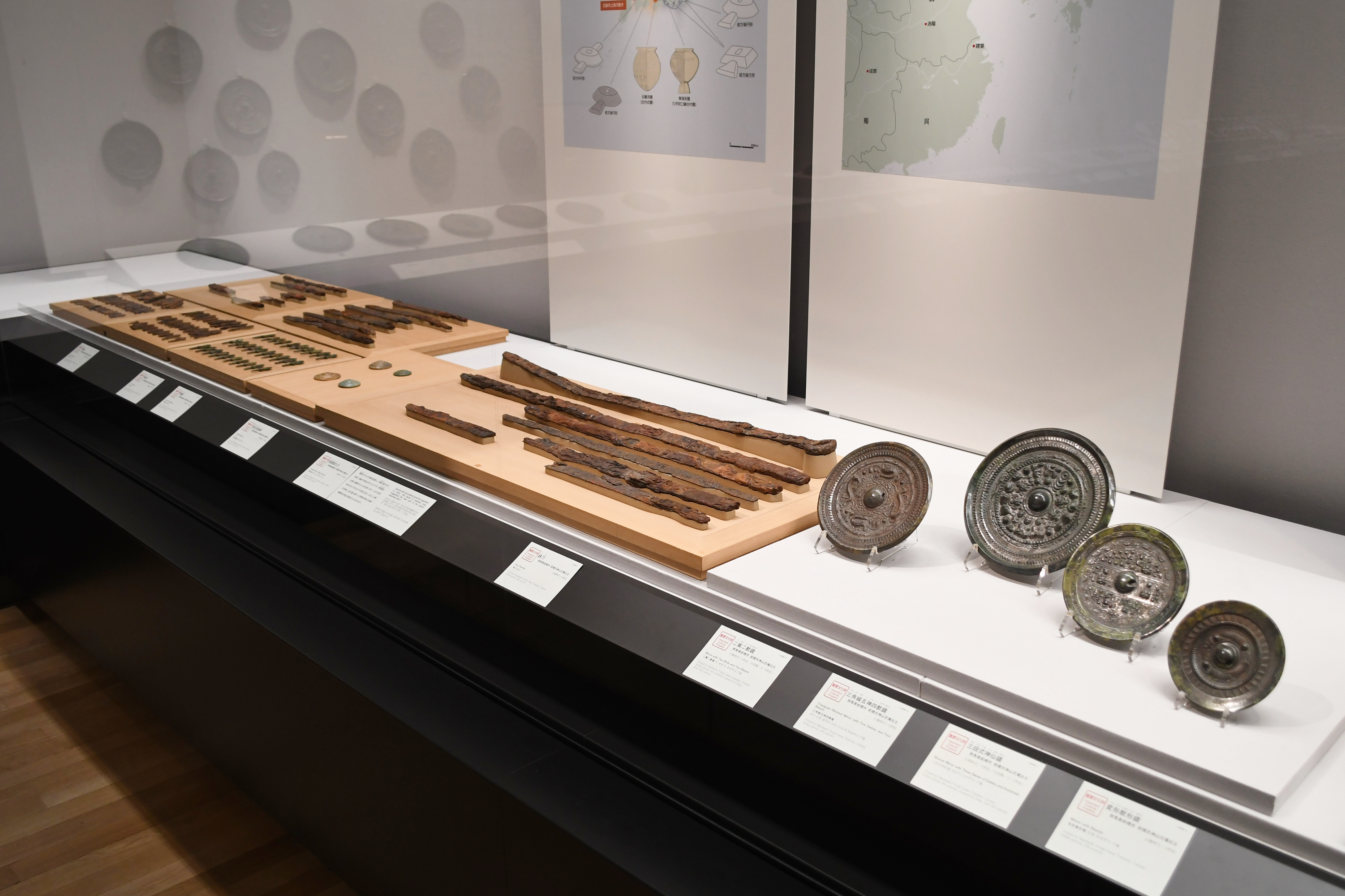
出土品
（国の重要文化財）東京国立博物館展示（他画像も同様）。

三角縁五神四獣鏡は同じ鋳型を用いて鋳造された鏡として、奈良県桜井市桜井茶臼山古墳、同天理市黒塚古墳のものがある。
これら副葬品の内容に東日本の古式古墳の特徴が現れており、国の重要文化財に指定された。現在東京国立博物館に収蔵されている。

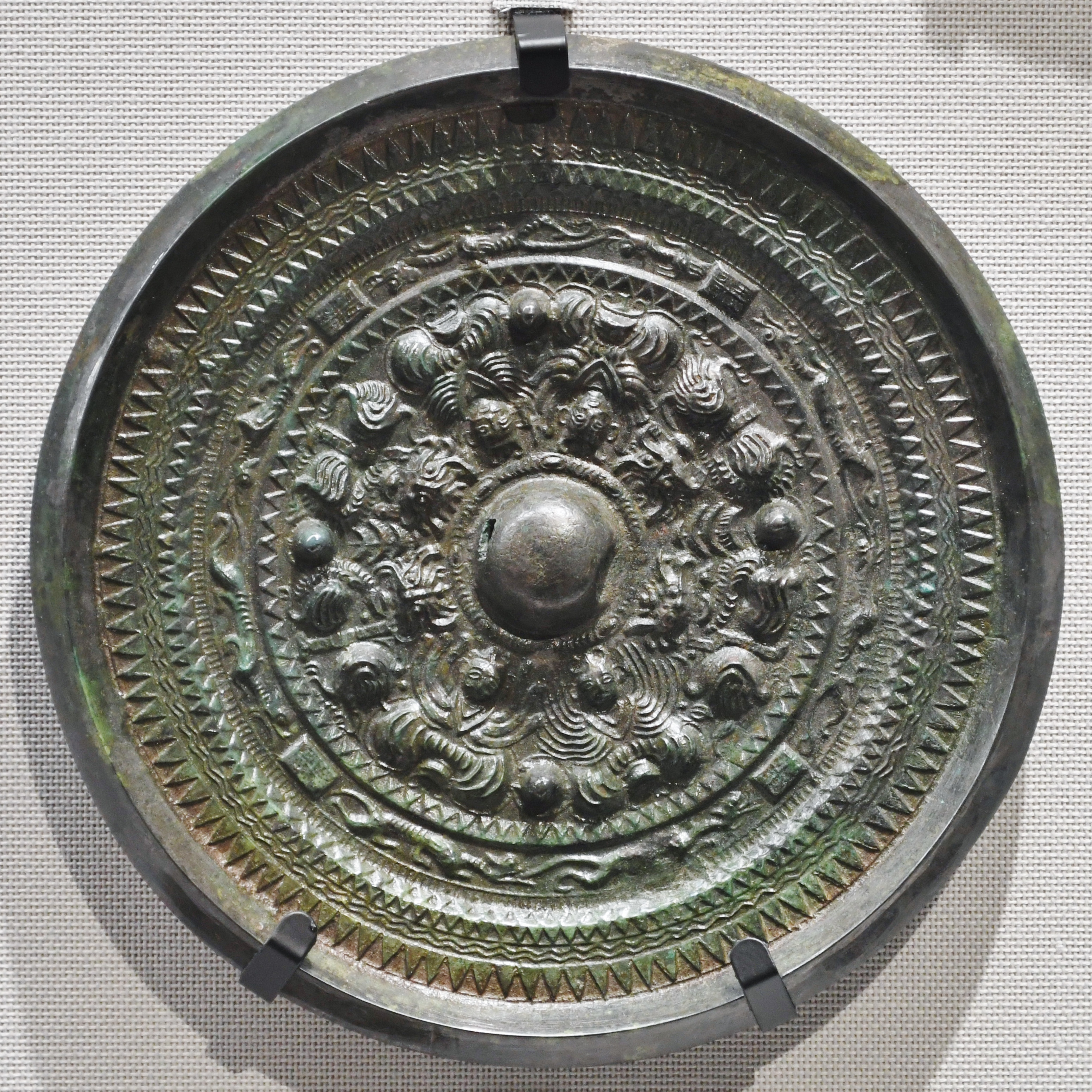
三角縁四神四獣鏡
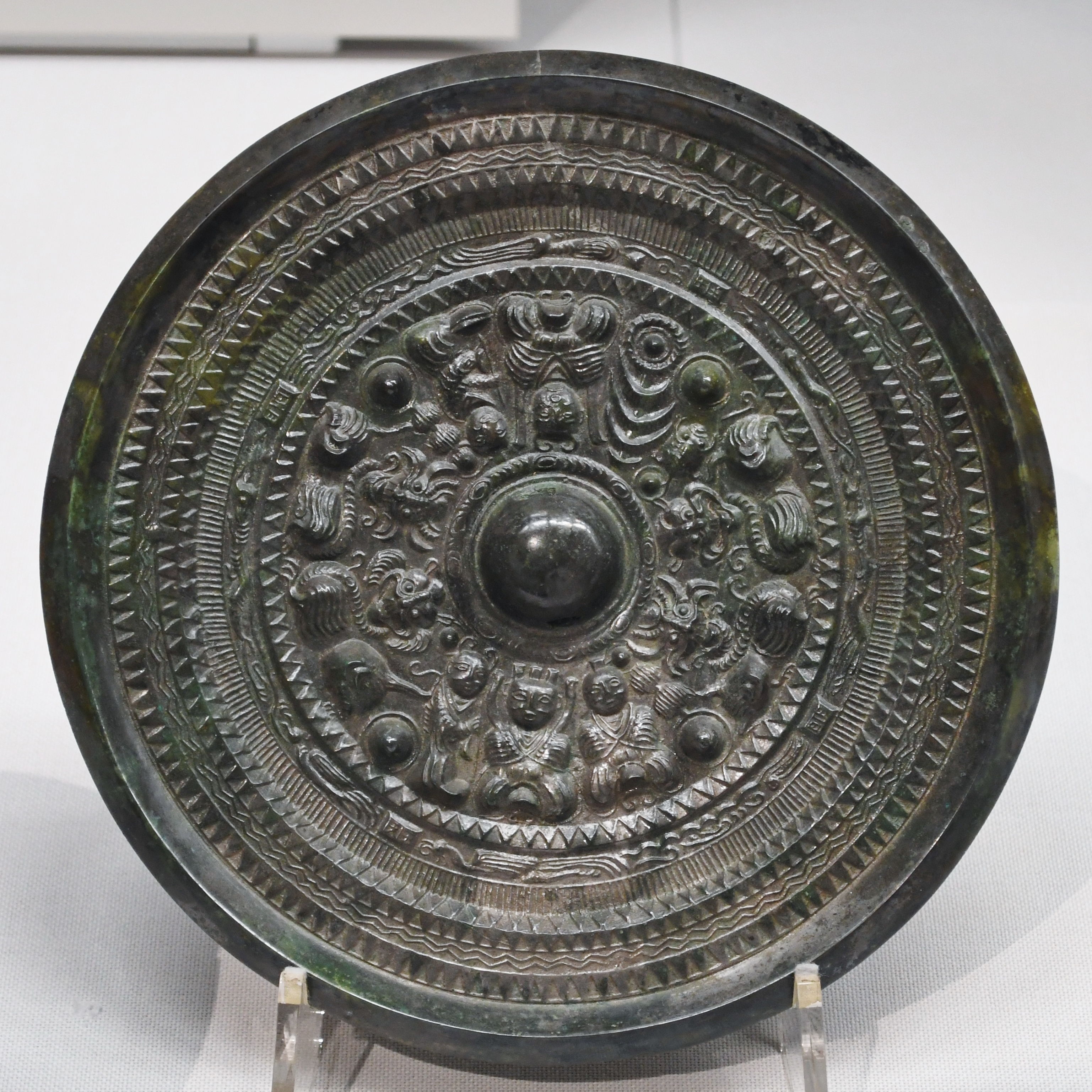
三角縁五神四獣鏡
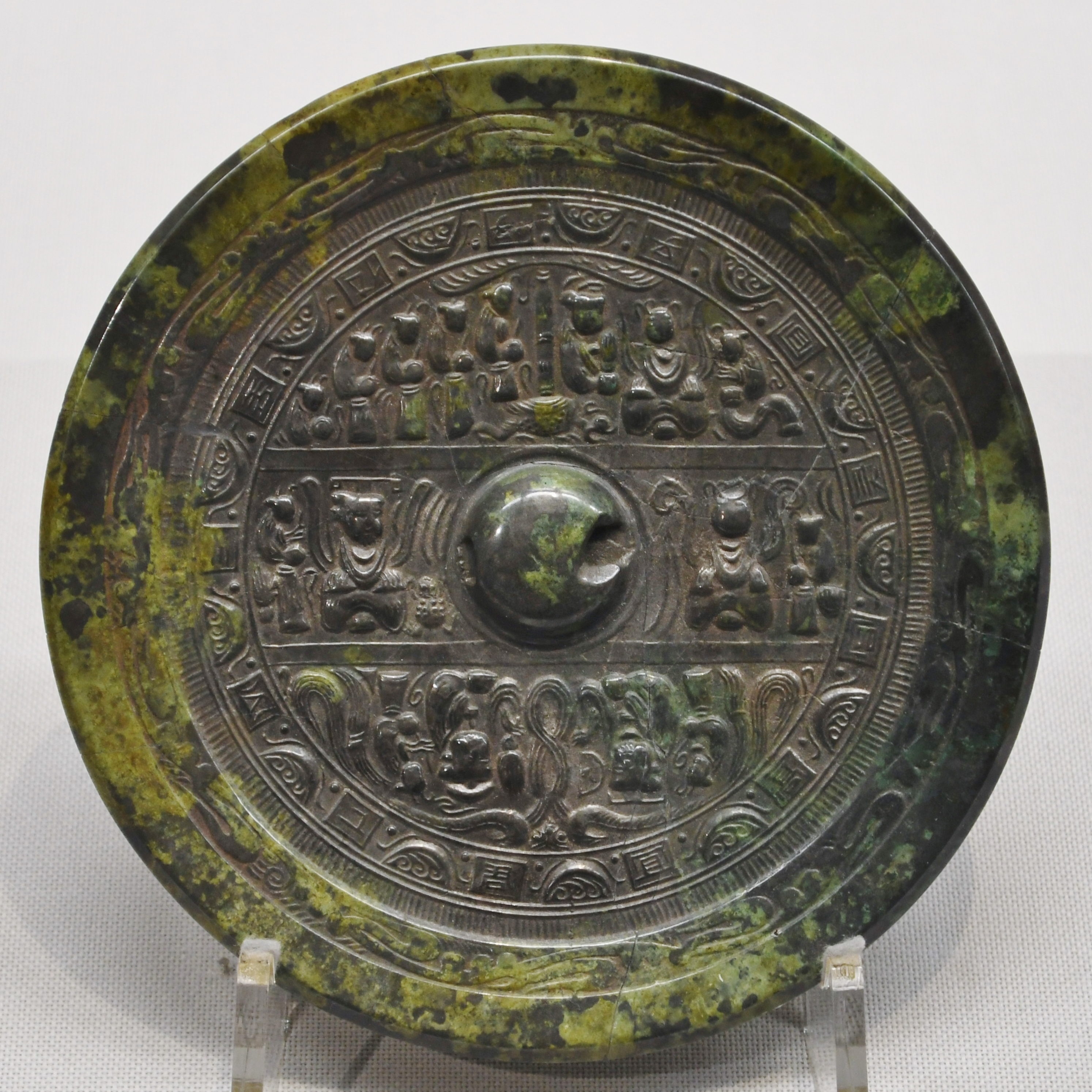
三段式神仙鏡
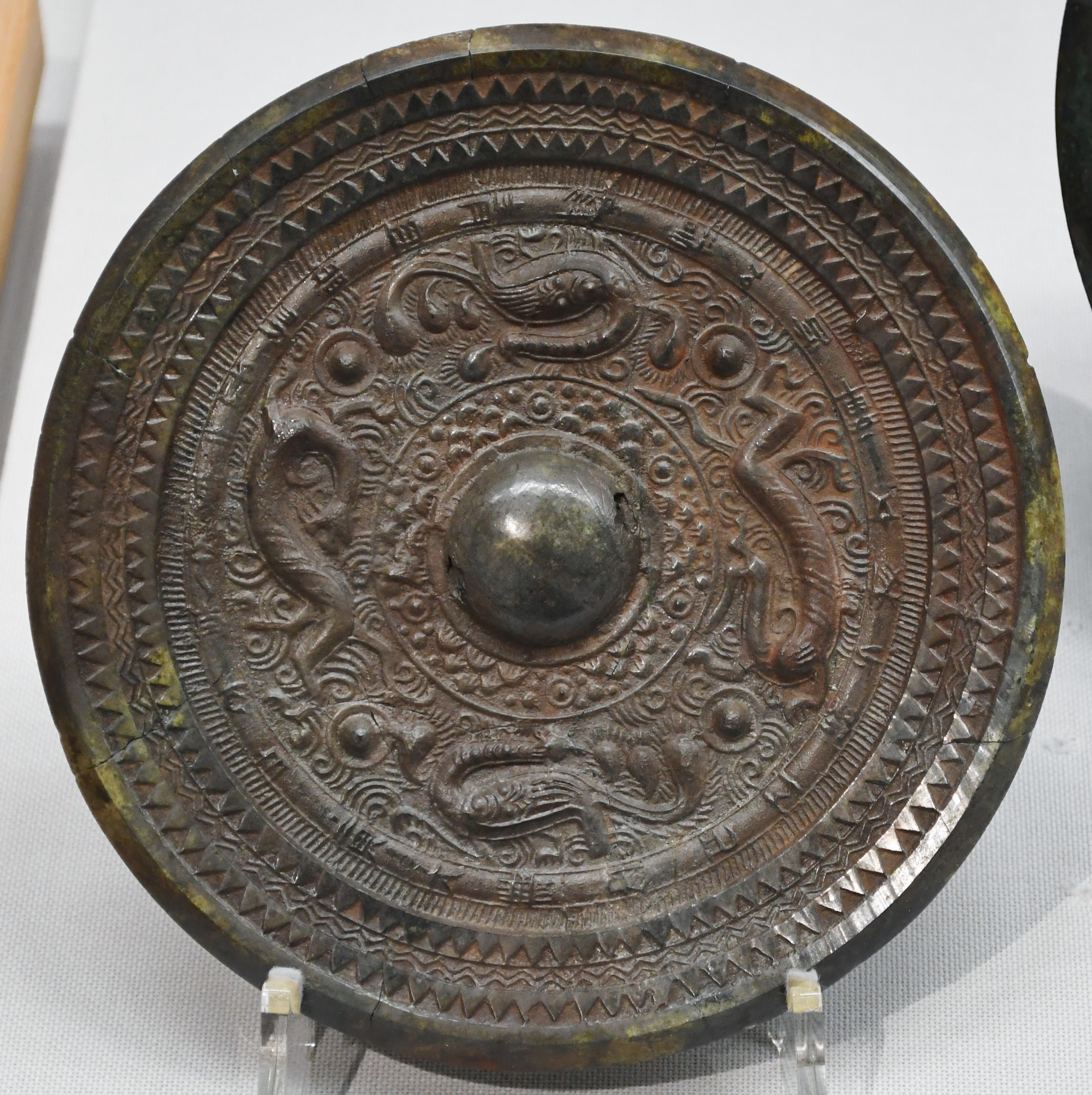
二禽二獣鏡
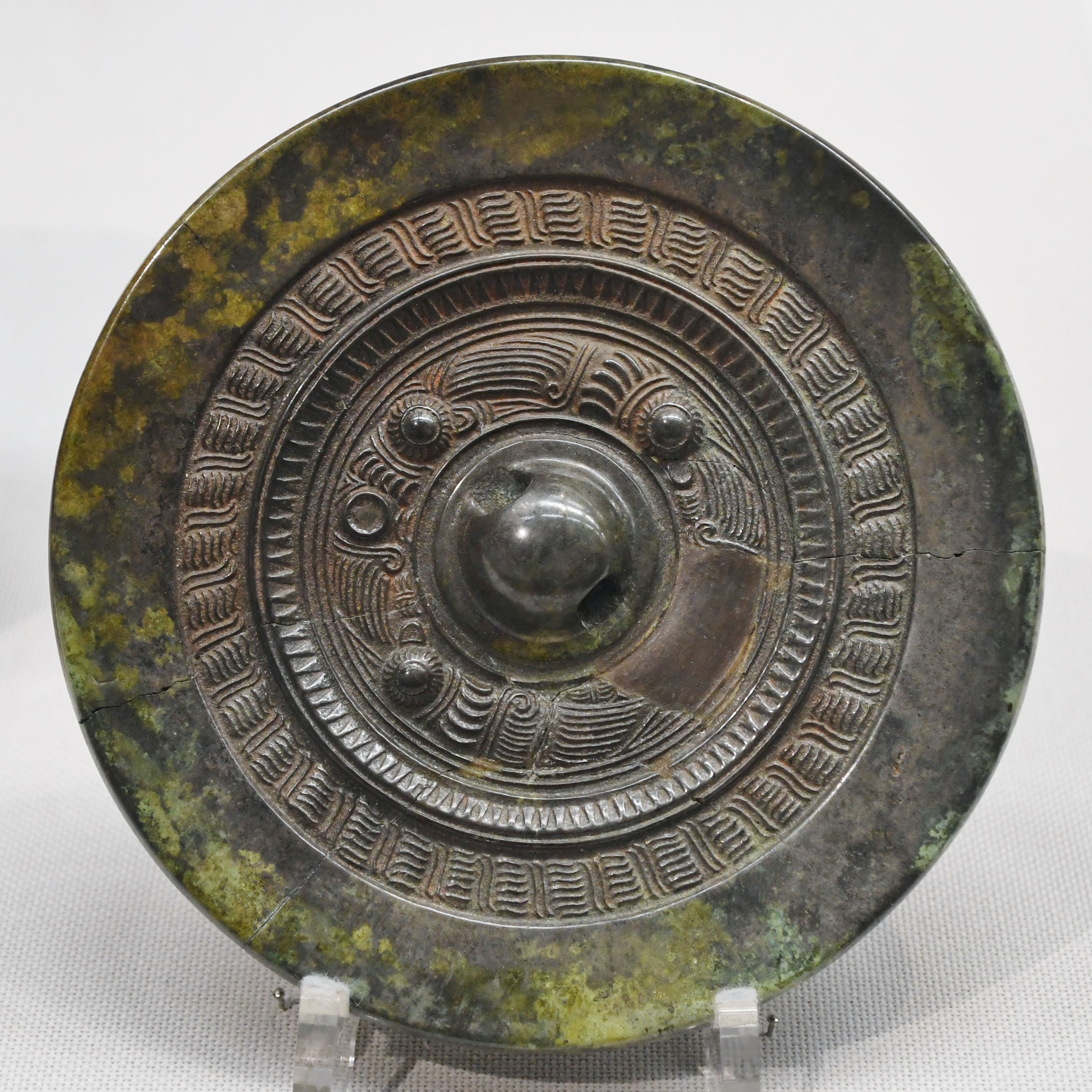
変形獣形鏡
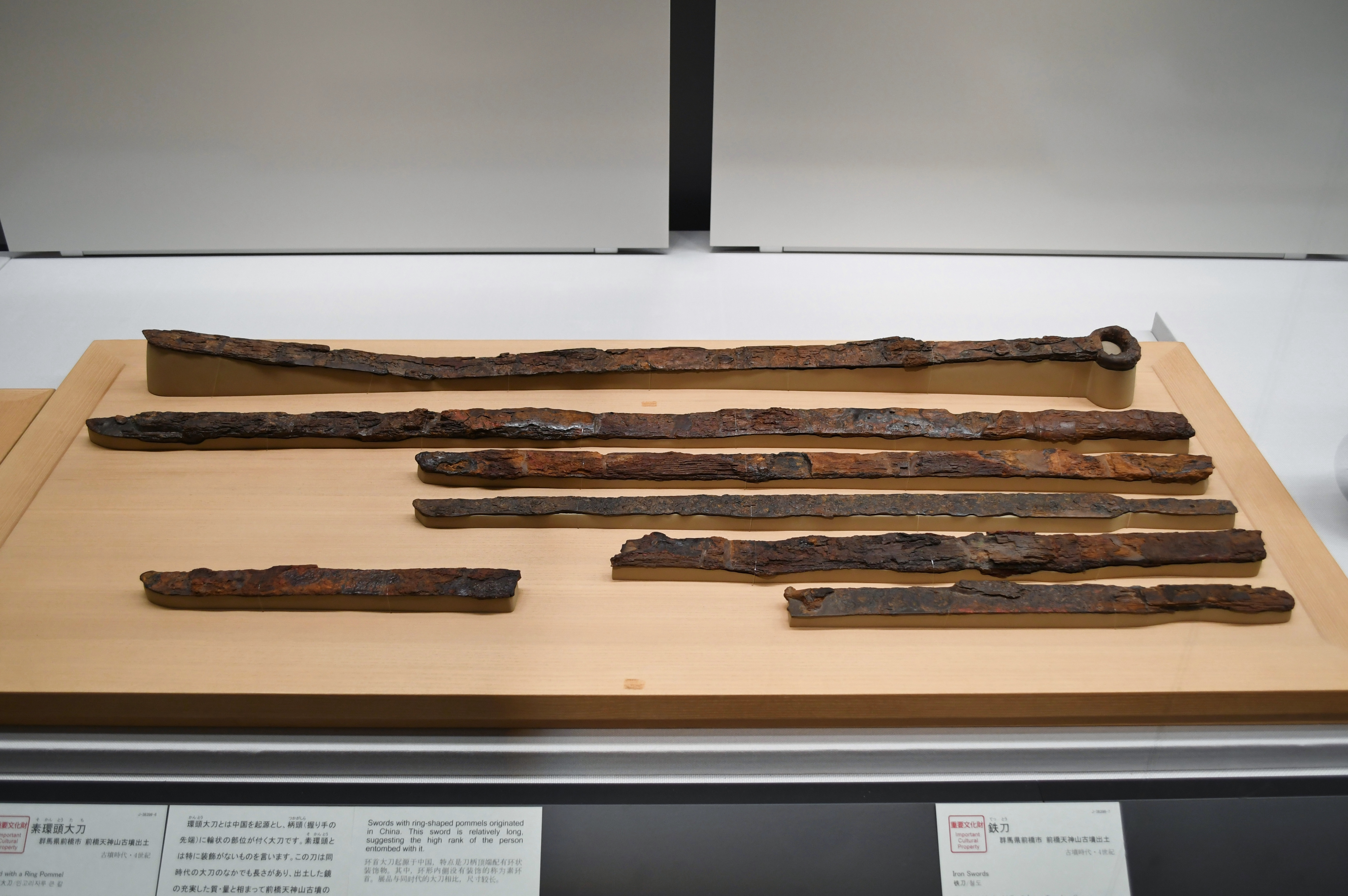
素環頭大刀・鉄刀
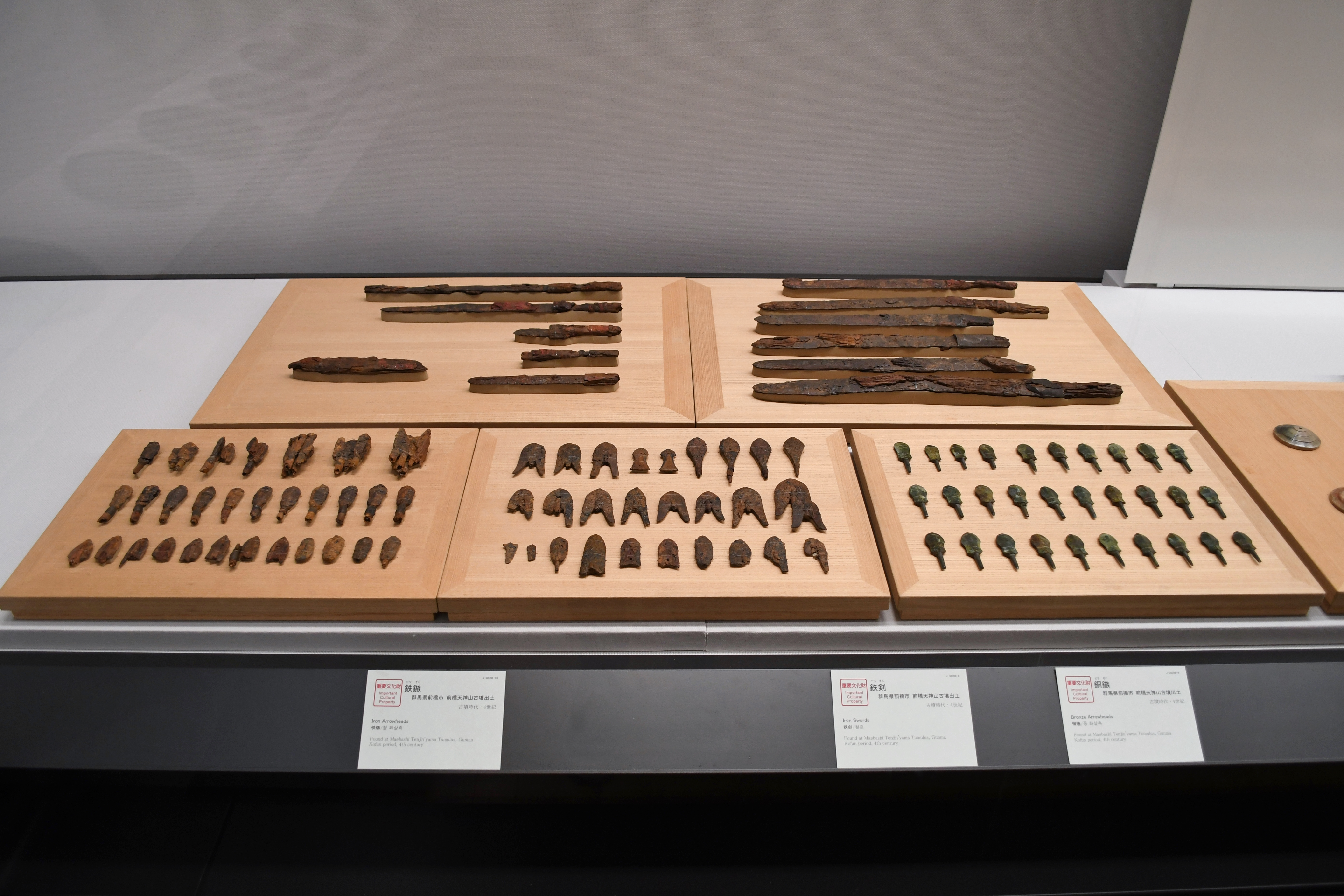
鉄剣・鉄鏃・銅鏃
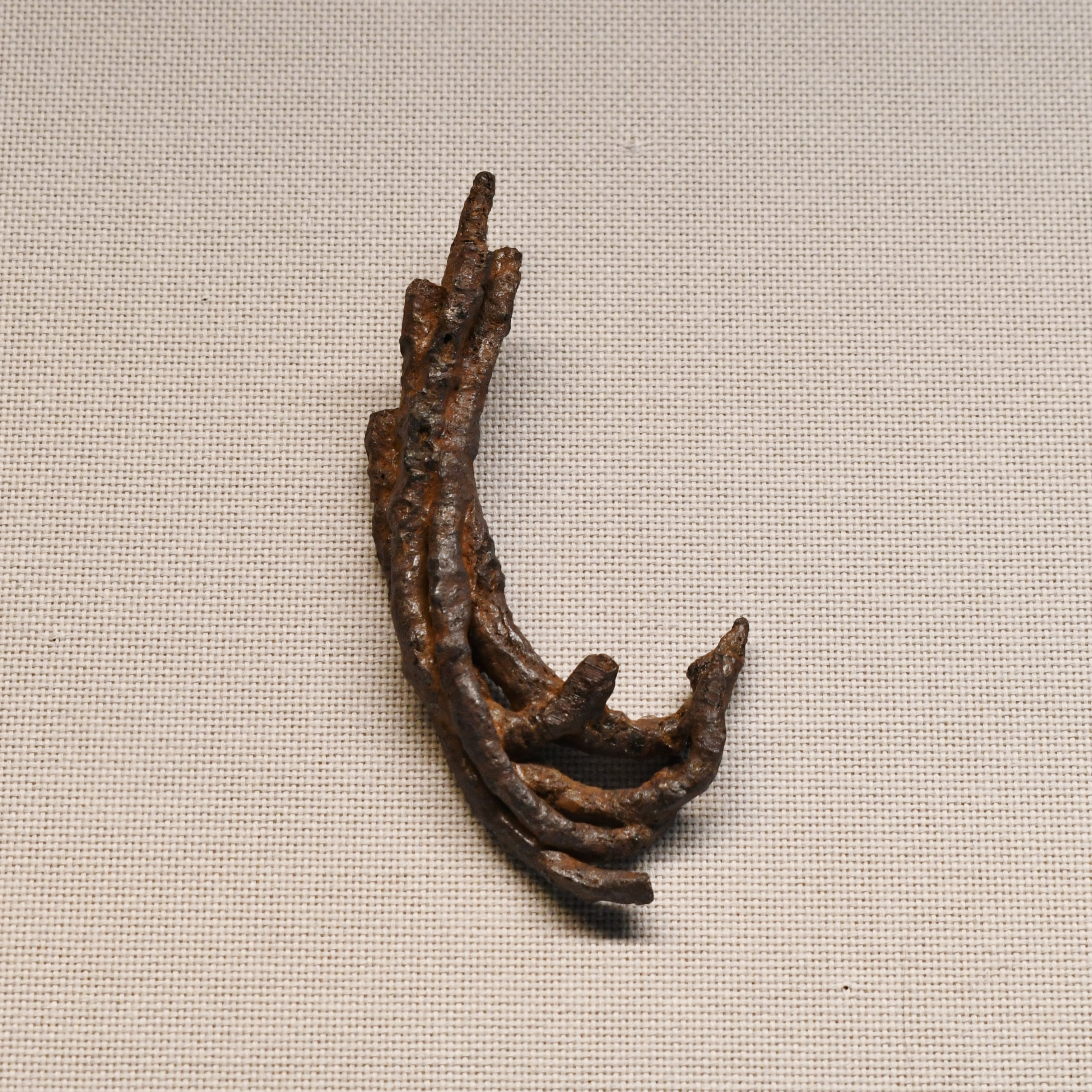
鉄釣針
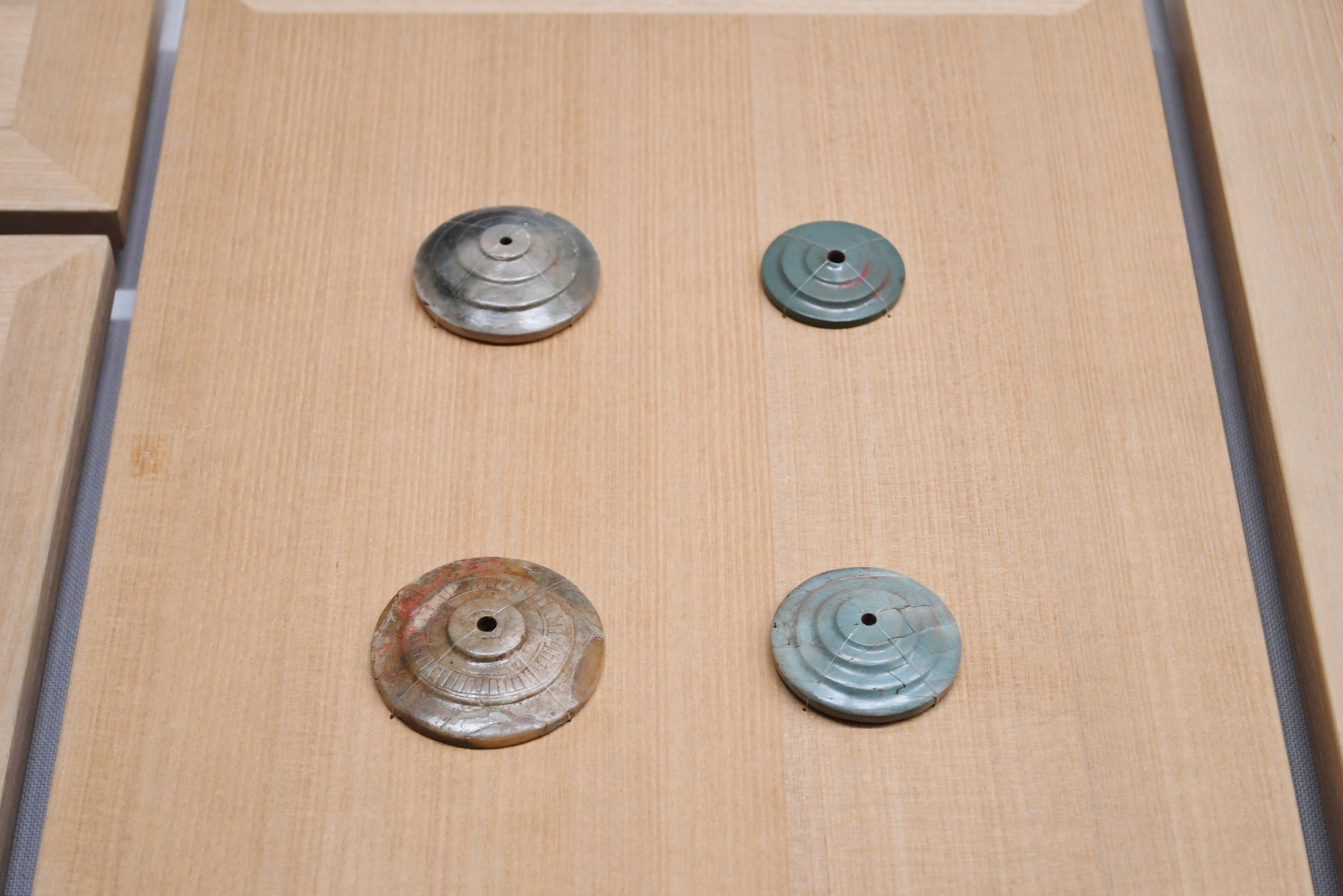
碧玉製紡錘車

## 文化財

### 重要文化財（国指定）
- 上野前橋天神山古墳出土品（考古資料） - 明細は以下。東京国立博物館保管。1979年（昭和54年）6月6日指定[5]。

- 銅鏡
  - 三角縁神獣鏡 2面
  - 神仙鏡 1面
  - 禽獣鏡 1面
  - 捩文鏡 1面
- 碧玉紡錘車 4箇
- 刀剣類
  - 素環頭大刀身 1口
  - 刀身 残欠共 6口
  - 剣身 残欠共 12口
- 銅鏃 30本
- 鉄鏃 残欠共 一括
- 工具類
  - 鉄斧 残欠共 3箇
  - 鉄鉇 残欠共 23本
  - 鉄鑿 3箇
  - 刀子 1口
- 鉄釣針 6本
- 其の他出土品一切

### 群馬県指定文化財
- 史跡
  - 前橋天神山古墳 - 1970年（昭和45年）12月22日指定[6]。

## 関連文献
（記事執筆に使用していない関連文献）
- 『前橋天神山古墳発掘調査概報2（群馬大学教育学部尾崎研究室研究調査報告 第2輯）』群馬大学教育学部史学・尾崎研究室、1968年。 - リンクは奈良文化財研究所「全国遺跡報告総覧」。
- 『前橋天神山古墳図録』前橋市教育委員会、1970年。 - リンクは奈良文化財研究所「全国遺跡報告総覧」。
- 『群馬の古墳時代はここから始まった!! 朝倉・広瀬古墳群』前橋市教育委員会、2015年、10-11頁。 - リンクは奈良文化財研究所「全国遺跡報告総覧」。